# Veľké Solisko
Veľké Solisko je nejvyšší vrchol Soliskového hřebene ve Vysokých Tatrách a fakticky první významnější samostatný štít v něm od Bystrého sedla. Vlastní vrchol tvoří dvoumetrový skalní blok v podobě hřibu. Srázy štítu spadají do Mlynické doliny a Furkotské doliny.

## Název
Původně se tak jmenovalo jedno místo na úpatí štítu, kde pastýři ukládali sůl pro ovce nebo krávy. Kartografové pravděpodobně neznajíce místní reálie pojmenovali nejprve celý jihovýchodní hřeben Furkotského štítu (Solisko, Solnisko, hřeben Soliska, Soliskový hřeben, Graň Soliska, Soliskograt, Szoliszkógerinc) a potom s přívlastky i vyvýšeniny a deprese hřebene. Donedávna se název Veľkého Soliska vztahoval i na Prostredné Solisko, které bylo pokládáno za jeho vedlejší vrchol.

## Prvovýstup
První na vrcholu byl Karol Englisch a vůdce Pavol Spitzkopf 19. července 1903. Vystoupili z Furkotské doliny. Tehdy Englisch pojmenoval Veľké Solisko podle neznámé osoby Anniným štítem: Annaspitze, Annacsúcs, Annaturm, Annatorony. V zimě dne 12. ledna 1912 na vrcholu byli první Julius Andreas Hefty a Lajos Rokfalusy.

## Turistika
Na vrchol nevede turistický chodník. Výstup je možný jen s horským vůdcem.